# Dicranota (Rhaphidolabis) plana
Dicranota (Rhaphidolabis) plana is een tweevleugelige uit de familie Pediciidae. De soort komt voor in het Oriëntaals gebied.